# 桑德拉·阿丘姆斯
桑德拉·阿丘姆斯（Sandra Achums，1967年11月19日—），尼日利亚伊莫州人，尼日利亚电视名人、慈善家、资深女演员。

## 早期生涯
桑德拉·阿丘姆斯出生于尼日利亚东南部的伊莫州。她在拉各斯州完成小学、中学和高中教育，并在之后考入了伊索洛拉各斯州立大学。

## 事业
1995年，凭借电影《致命事件》，阿丘姆斯开始在尼日利亚电影圈崭露头角。这部电影中，她与其他尼日利亚资深演员多莉·乌纳楚克乌、吉德·科索科和埃梅卡·艾克共同出演。这部电影最终成为尼日利亚的一部经典，她也因此开始进入观众视线。

## 个人生活
2006年，阿丘姆斯从尼日利亚迁居德国，和她的丈夫、孩子们一同居住。

## 主要电影
- 《永远离开》（2006年）
- 《泪圈》（2004年）
- 《泪圈II》（2004年）
- 《游戏结束》（2004年）
- 《昂贵的游戏》（2004年）
- 《阿山提》（2003年）
- 《与世界为敌》（2003年）
- 《家庭危机》（2003年）
- 《家庭危机II》（2003年）
- 《六个问题女孩》（2003年）
- 《阳光下的眼泪》（2003年）
- 《拓展训练》（2001年）
- 《拓展训练》（2002年）
- 《蓝海》（2002年）
- 《泪水与悲伤》（2002年）
- 《泪水与悲伤II》（2002年）
- 《仇恨》（2001年）
- 《仇恨II》（2001年）
- 《仇恨III》（2001年）
- 《油村》（2001年）
- 《石油村》（2001年）
- 《石油村II》（2001年）
- 《最后一票》（2001年）
- 《我的十字架》（1998年）
- 《致命事件》（1995年）
- 《致命事件II》（1998年）
- 《多米蒂拉》（1996年）
- 《卡拉希卡》（1996年）
- 《卡拉希卡II》（1996年）